# Espinareda de Ancares
Espinareda de Ancares es un pueblo perteneciente al municipio de Valle de Ancares, situado en la comarca tradicional de Ancares, provincia de León (España).
En la actualidad, sólo 6 personas viven en el pueblo (según datos del INE 2024). El pueblo ha sufrido un proceso severo de despoblación al igual que los demás pueblos y aldeas de los Ancares. 

## Patrimonio
Espinareda de Ancares contaba a finales de los ochenta con varias pallozas en buen estado de conservación y hórreos. Hoy en día muchas de las pallozas han sustituido sus teitos por tejados de pizarra para hacer más cómoda su habitabilidad, mientras que otras están en un estado ruinoso. En la actualidad, muchas de las casas de estilo tradicional han sido reformadas y reconstruidas por sus habitantes, convirtiéndose en casas más modernas y confortables, pero perdiendo el encanto de las viviendas de antaño; a pesar de esto aún quedan algunas casas de estilo tradicional ancarés. La iglesia de Espinareda de Ancares se encuentra en buen estado de conservación. Tenía unas campanas antiguas con inscripciones, pero fueron cambiadas por motivos diversos. En la plaza del pueblo, se conserva una fuente de estilo tradicional. 
El entorno de Espinareda de Ancares es su principal atractivo, pues el pueblo está rodeado de un bello entorno montañoso y de una gran riqueza medioambiental.

## Fiestas
La principal festividad de Espinareda de Ancares es la Virgen de los Dolores, el primer domingo de junio.